# Międzynarodowe Stowarzyszenie Dziennikarzy Filatelistycznych
Międzynarodowe Stowarzyszenie Dziennikarzy Filatelistycznych (AIJP, fr.: Association internationale des journalistes philatéliques) – organizacja dziennikarska, zrzeszająca dziennikarzy i publicystów filatelistycznych.
AIJP zrzesza zawodowych i niezawodowych dziennikarzy i publicystów filatelistycznych, zajmujących się piśmiennictwem filatelistycznym, autorów katalogów, redaktorów czasopism poświęconych filatelistyce, kącików filatelistycznych w prasie, radiu i telewizji. Obecnie (2008) liczy około 400 członków. AIJP wydaje własny biuletyn.
Nie jest to pierwsza inicjatywa zrzeszająca publicystów filatelistycznych – w 1927 roku we Włoszech, z inicjatywy filatelisty Giulio Tedeschi, powołano FIPP (Federation International de La Press Philatelique), lecz organizacja ta po wojnie nie wznowiła działalności. AIJP powstało 20 sierpnia 1962 roku w Pradze, w czasie Światowej Wystawy Filatelistycznej Praga 1962, z inicjatywy działacza filatelistycznego, Pierre Séguy. Jednym ze współzałożycieli AIJP w 1962 był polski działacz – Jan Witkowski – który w latach 1973–1993 był wiceprezydentem AIJP. W latach 2003–2005 Prezydentem AIJP był inny Polak, Marian Szwemin.